# Cruisin' for a Bruisin' (Fate)
Cruisin' for a Bruisin' è il terzo album in studio dei Fate, uscito nel 1988 per l'Etichetta discografica EMI Records.

## Tracce
1. Beneath Da Coconuts – 4:35
2. Love on the Rox – 3:35
3. Knock on Wood – 2:59
4. Lovers – 4:15
5. Dead Boy, Cold Meat – 3:26
6. Babe, You Got a Friend – 4:44
7. Lock You Up – 4:26
8. Cupid Shot Me – 3:50
9. Diamond in the Rough – 3:52
10. Send a Little Money – 3:36

### Bonus track (reamster)
- 11. Love on the Rox 3:09
- 12. Fallen Angel 4:19
- 13. Rip it Up 3:13
- 14. Victory 4:22
- 15. Danger Zone 3:13
- 16. She's Got the Devil Inside	3:53
- 17. Downtown Toy 2:43
- 18. Do You Want It 3:26
- 19. Backdoor Man 2:43
- 20. We're Hot 2:59

## Formazione
- Jeff "Lox" Limbo - voce
- The Mysterious Mr. Moth - chitarra
- Pete Steiner - basso, tastiere
- Bob Lance - batteria
- Flemming Rothaus - tastiere, cori